# Пакарана
Пакарана (лат. Dinomys branickii) је јужноамеричка врста глодара, једина савремена врста своје породице. 

## Распрострањење
Ареал врсте покрива средњи број држава. 
Врста има станиште у Бразилу, Венецуели, Колумбији, Перуу, Еквадору и Боливији.

## Станиште
Станиште врсте су шуме од 300 до 3.400 метара.

## Начин живота
Исхрана пакаране укључује воће. 

## Угроженост
Ова врста се сматра рањивом у погледу угрожености врсте од изумирања.